# Dipolog
Dipolog est une ville de 3e classe, capitale de la province de Zamboanga du Nord aux Philippines.
Selon le recensement de 2010 elle est peuplée de 120 460 habitants.

## Barangays
Dipolog est divisée en 21 barangays:
- Barra
- Biasong
- Central
- Cogon
- Dicayas
- Diwan
- Estaka
- Galas
- Gulayon
- Lugdungan
- Minaog
- Miputak
- Olingan
- Punta
- San Jose
- Sangkol
- Santa Filomena
- Santa Isabel
- Sicayab
- Sinaman
- Turno

## Démographie
| Année | Habitants | Évolution |
| ----- | --------- | --------- |
| 1995  | 90 777    | -         |
| 2000  | 99 862    | 10,01 %   |
| 2007  | 113 118   | 13,27 %   |
| 2010  | 120 460   | 6,49 %    |

## Jumelages
- Zamboanga (Philippines) depuis 2005
- Iligan (Philippines) depuis 2011